# 張鴻烈 (1912年)
张鸿烈（1912年—1970年），直隶省献县张家屯村人。中国共产党地下党员、中国人民解放军高级干部。

## 生平
九岁开始上私塾。1926年初考上孙传芳的“金陵军校”第二期（后并入东北陆军讲武堂第八期）。1929年毕业，分配到东北陆军教导队任中尉教官。1930年东北陆军第十六旅中尉副官后改参谋、暂编第一师（师长沈克）师部少校参谋。1933年秋到第116师647团（团长吕正操）任教导连少校连长兼教育主任。1935年4月调武昌行营张学良办公室少校股长。1935年10月任西北剿总外二科中校股长。1936年5月东北讲武堂同学通讯处中校书记。1937年5月任第116师驻南京办事处处长。1938年任国民革命军第四十三军上校副官长兼军法处长。
1938年12月，张鸿烈由西安到洛阳渡黄河找到在晋东南的八路军总部。1940年12月入抗大总校第六期学习，改名张韬，同时任第九班班长。1941年12月被八路军前总情报处一科派遣打入北平市，升任献县伪县长兼伪警备团长。1945年8月16日率1200名官兵在崔尔庄据点宣布反正，改编为八路军冀中独立第二纵队，纵队长张鸿烈，政委刘波。1945年11月率部队编入晋察冀第二野战军冀中黄寿发纵队第二旅。1946年4月独立第二纵队（《全国解放战争史》就称其为献县支队，也称冀中第74团）分编入晋察冀军区冀中纵队第12旅第34团、第35团，任第12旅副旅长。1946年6月任晋察冀野战军第三纵队第七旅（原第12旅）副旅长。 1947年调任冀中八分区副司令员。1948年任华北军区补训兵团第四补训旅旅长（旅政委王元波）。1949年7月补训兵团撤销，第四补训旅并入北平纠察总队，张鸿烈任副总队长。
1950年11月，张鸿烈被审查在东北军的历史，离开了北京市公安总队，调华北陆军军官学校第三分校任校长。1951年5月，三分校改华北军区政治干部学校（校长侯正果）、解放军第六政治干部学校（校长张如三），张鸿烈任副校长。1954年张鸿烈被北京军区调任太原的解放军第五一文化速成中学（校长李志高）任副校长。1955年未授衔，定为军队行政级12级。1958年太原、张家口、天津的文化速成中学合并，张鸿烈转业，任汾河水库建设指挥部副总指挥。1961年6月12日汾河水库竣工后，张鸿烈带领建设指挥部组建山西省水利工程总局。 

## 身后
1978年沧州地委在献县召开万人大会，为张鸿烈平反昭雪。